# 胡开明
胡开明（1913年1月30日—1997年4月12日），谱名胡启法，学名胡志彪，曾用名胡煜，男，浙江乐清人，中华人民共和国政治人物，曾任河北省人民委员会常务副省长，安徽省人大常委会副主任，第五届全国政协委员，第六届全国人大代表。

## 家庭
妻子李克林。